# Antonio Mussa
Antonio Mussa este un politician italian, membru al Parlamentului European în perioada 1999 - 2004 din partea Italiei. 
1. 1 2  Deputații în Parlamentul European